# Tomaž Lavrič
Tomaž Lavrič, znan tudi pod psevdonimi TBC, Josip Visarjonovič, Lovro Matić in Ton Ton, slovenski ilustrator in slikar, * 10. november 1964, Ljubljana. 
Na Likovni akademiji v Ljubljani je študiral slikarstvo. Profesionalno se ukvarja z ilustracijo, politično karikaturo in stripom. Je dolgoletni stalni sodelavec revije Mladina.
Njegovo najbolj znano delo s področja stripa je satirična pasica »Diareja«, ki izhaja v Mladini od leta 1988. Zbrana dela Diareje je leta 2003 izdala Mladina v zajetni knjigi s 560-imi stranmi.
Leta 2010 je bila v Moderni galeriji postavljena njegova pregledna samostojna razstava, kot prva takšna razstava kakšnega slovenskega stripovskega avtorja, leta 2015 pa je Jure Mikuž v Galeriji Cankarjevega doma pripravil podrobno študijsko razstavo Lavričevih del. Ob razstavi je izšel tudi katalog Čarobni jezik stripa.
Leta 2015 mu je predsednik Borut Pahor podelil medaljo za zasluge Republike Slovenije za izjemen prispevek na področju slovenske ilustracije, karikature in stripa. V utemeljitvi je bilo zapisano, da se avtor rad poigrava in skače iz humorja v realizem, iz socialnih tem v znanstveno fantastiko, iz karikatur v abstrakcijo ali znakovno risbo. Vse to počne mojstrsko, z veliko humorja in očarljivosti, pa tudi provokativnosti.
Leta 2017 je prejel Nagrado Prešernovega sklada za stripovske objave minulih dveh let in izid trilogije Lomm in Tolpa mladega Ješue.

## Izdani stripi v albumih

### Slovenija
- Je, ben't (skupinski) (Tribuna, 1988)
- Diareja 1, 2, 3 (Fabrika 13, 1988-1989)
- Rdeči alarm (Cult Comics, 1996)
- Ratman (Cult Comics, 1997)
- Bosanske basni (Cult Comics, 1997)
- Ekstremni športi (Mladina, 2001)
- Diareja 1988-2002 (Mladina, 2002)
- Slepo sonce (Stripburger, 2004)
- Sokol in golobica (Mladina, 2008)
- Ekstremni športi 1 (Mladina, 2009) (ponatis)
- Ekstremni športi 2 (Mladina, 2009)
- Novi časi (Stripburger, 2010)
- Appoline (Risar, 2010) (avtor risbe)
- Rdeči alarm (Stripburger, 2010) (dopolnjena izdaja)
- Dekalog 4 (Buch, 2011) (avtor risbe)
- Evropa (Buch, 2014) (integral z novo pobarvano tretjo epizodo)
- Bosanske basni (Buch, 2014) (ponatis)
- Lomm (Buch, 2015) (integral z dodanim novim epilogom)
- Glista na begu (Buch, 2016)
- Tolpa mladega Ješue 1, Čarodej (Buch, 2017)
- Ekstremni športi 3 (Buch, 2017)
- Tolpa mladega Ješue 2, Zdravilec (Buch, 2018)
- Tolpa mladega Ješue 3, Kraljc (Buch, 2019)
- Ratman (Buch, 2019)

### Albumi izdani v tujini
- Fables de Bosnie (Francija / Editions Glenat, 1999)
- La cavale de lézard (Francija / Editions Glenat, 1999)
- Racconti Di Bosnia (Italija / Magic Press, 2000)
- Temps nouveaux (Francija / Editions Glenat, 2001)
- Le Décalogue - Le Serment (Francija / Editions Glenat, 2001)
- Le Décalogue - Le XIème Commandement (Francija / Editions Glenat, 2003)
- Lomm - L'arbre des volants (Francija / Vents D'Ouest, 2002)
- Lomm - Les enfants des racines (Francija / Vents D'Ouest, 2003)
- Lomm - La tribu des hommes purs (Francija / Vents D'Ouest, 2004)
- Europa Sans Frontiere / Evropa - Arrivées (Francija / Editions Glenat, 2003)
- Europa Sans Frontiere / Evropa - Circuit (Francija / Editions Glenat, 2004)
- Ekstremni sportovi (Hrvaška / Mentor, 2005)
- Bosanske basne (Hrvaška / Fibra, 2006)
- Glista u bijegu (Hrvaška / Fibra, 2008)
- Europa (Hrvaška / Fibra, 2009)
- Nova vremena (Srbija / Omnibus, 2011)
- Crveni alarm (Hrvaška / Fibra, 2012)
- Yeshua  (Francija / Mosquito, 2018) (črno-bela integralna izdaja)

## Objave stripov v časopisih, revijah, antologijah in drugje
- Diareja (Mladina, 1988–)
- Magda (Mladina, 1989)
- Megaran (Mladina, 1990)
- SK8 F8 (Mladina, 1991)
- Božični strip (Mladina, 1991)
- Operation Rampart (Mladina, 1991)
- Mirjana (Mladina, 1992)
- Slovenski klasiki (Mladina, 1992–1995)
- Asralopilek (Spika, 1993)
- Milena (PIL, 1994)
- Azzardo d Amore (Mladina, 1994)
- Novi časi (Mladina, 1994–1999, v albumu izšlo 2010)
- Rdeči alarm (Mladina, 1995, v albumu izšlo 1996)
- Ratman (Mladina, 1995, v albumu izšlo 1997)
- Glista na begu (Mladina, 1996, v albumu izšlo 2016)
- Bosanske basni (Mladina, 1996, v albumu izšlo 1997)
- Ekstremni športi (Mladina, 1997–2017)
- Obhajilo (Stripburger, 1999)
- Slepo sonce (Stripburger, 2001–2004, v albumu izšlo 2004)
- Sokol in golobica (Mladina, 2007, v albumu izšlo 2008)
- Adrijansko morje (Slovenski klasiki v stripu, 2009)
- Alamut (Slovenski klasiki v stripu, 2009)
- Babica gre na jug (Slovenski klasiki v stripu, 2009)
- Dogodek v mestu Gogi (Slovenski klasiki v stripu, 2009)
- Dolenjski Hamlet (Slovenski klasiki v stripu, 2009)
- Drobtinice (Slovenski klasiki v stripu, 2009)
- Dvom in pogum (Slovenski klasiki v stripu, 2009)
- JBT (Slovenski klasiki v stripu, 2009)
- Kapital (Slovenski klasiki v stripu, 2009)
- Kosovirja na leteči žlici (Slovenski klasiki v stripu, 2009)
- Martin Krpan (Slovenski klasiki v stripu, 2009)
- Op art (Slovenski klasiki v stripu, 2009)
- Pod svobodnim soncem I. (Slovenski klasiki v stripu, 2009)
- Pod svobodnim soncem II. (Slovenski klasiki v stripu, 2009)
- Popotovanje od Litije do Čateža (Slovenski klasiki v stripu, 2009)
- Predsednik ZDA (Slovenski klasiki v stripu, 2009)
- Premiki (Slovenski klasiki v stripu, 2009)
- Religije in etika (Slovenski klasiki v stripu, 2009)
- Skodelica kave (Slovenski klasiki v stripu, 2009)
- Socializacija bika (Slovenski klasiki v stripu, 2009)
- Sreča na vrvici (Slovenski klasiki v stripu, 2009)
- Tatzelwurm (Slovenski klasiki v stripu, 2009)
- Temni bori (Slovenski klasiki v stripu, 2009)
- Ukana (Slovenski klasiki v stripu, 2009)
- Zgodba o Bogu (Slovenski klasiki v stripu, 2009)
- 1991 (Slovenski klasiki v stripu, 2009)
- Stripburger (Slovenski klasiki v stripu, 2009)
- Alter strip šnelkursz (Stripburger, 2010)
- Tolpa mladega Ješue: Čarodej (Mladina, 2015-2016, v albumu izšlo 2017)
- Tolpa mladega Ješue: Zdravilec (Mladina, 2016-2017, v albumu izšlo 2018)
- Tolpa mladega Ješue: Kralj (Mladina, 2018)

## Razstave

### Slovenija – samostojne razstave
- Tomaž lavrič – TBC, Železniki, 2001
- Diareja skozi čas / Diarrhgoea-then and now 1988-2003, Bežigrajska galerija, Ljubljana, 2003
- Diareja u Hrvata (Imamo Diareju!), Galerija Nova, Zagreb, Hrvaška, 2003
- Izjave desetletja, Multimedialni center Kibla, Maribor, 2006
- Stripi / Comics, Moderna galerija, Ljubljana, 2010
- Diareja in druge tekoče zadeve, Vetrinjski dvorec, Maribor, 2011
- Evropa, Epeka, Maribor, 2015
- Čarobni jezik stripa / The magic language of comics, Cankarjev dom, Ljubljana, 2015–2016
- Črno-beli svet, Pritličje, Ljubljana, 2016
- Galerija Prešernovih nagrajencev, Kranj, 2017–2018

### Slovenija – ostale razstave (izbor)
- Razstava del študentov likovne akademije v študijskem letu 1985/86, Mestna galerija Ljubljana, 1986
- ALU 986/987, razstava del študentov ALU, Mestna galerija Ljubljana, 1988
- Noverealnosti podobe (proces proti četverici), Tone Stojko, Diareja, Studio 37, Galerija ŠKUC, Ljubljana, 1989
- Sodobna otroška knjižna ilustracija, Galerija Modrijanov mlin, Postojna, 1992
- Slovenski risani film in strip, Galerija Modrijanov mlin, Postojna, 1994
- Slovenski strip, Galerija sodobne umetnosti, Celje, 1996
- Slovenci v XX. stoletju, Muzej novejše zgodovine, Ljubljana, 1996
- Slovenski strip 90./Slovene comics of the 90's, Kibela, prostor za umetnost, Maribor, 1999
- Slovenski politični strip, KUD France Prešeren, Ljubljana, 2000
- Nasilje/violence 2002, Razstava satire in humorja slovenskih likovnih ustvarjalcev, Kulturni center Srečko Kosovel, Sežana, 2007
- 100 naslovnic Mladine, Mala galerija, Ljubljana, 2003
- 100 naslovnic Mladine, Kibela, Maribor, 2004
- 7 grehov: Ljubljana–Moskva / 7 Sins: Ljubljana–Moscow, Moderna galerija, Ljubljana, 2004–2005
- 26. grafični bienale Ljubljana. Prva linija, Mednarodni grafični likovni center, Ljubljana, 2005
- Slovenski strip in animirani film 1996–2006, Galerija sodobne umetnosti, Celje, 2006–2007
- Artcoustics. Zgodbe z ovitkov gramofonskih plošč /The stories told by record covers, Mednarodni grafični likovni center, Ljubljana, 2006–2007
- Risba v stripu na Slovenskem, Mestna galerija, Ljubljana, 2011
- 16/16: okus po slikarstvu, Galerija Equrna, Ljubljana, 2011–2012
- ComiXconnection, Kino Šiška, Ljubljana, 2013
- Krize in novi začetki. Umetnost v Sloveniji 2005–2015 / Crises and new beginnings. art in Slovenia 2005–2015, Muzej sodobne umetnosti Metelkova, Ljubljana, 2015–2016
- To je orožje! / This is a weapon! Angažiran strip XX. stoletja na Slovenskem, Galerija Vodnikova domačija, Ljubljana, 2016
- Stripovsko desetletje, Galerija sodobne umetnosti, Celje, 2017
- Dediščina 1989. Študijski primer: druga razstava jugoslovanski dokumenti. Osemdeseta skozi prizmo dogodkov ... 3. del, Moderna galerija, Ljubljana, 2017

### Tujina
- 14. međunarodna izložba crteža – strip, crtež, Moderna galerija, Reka, Hrvaška, 1998–1999
- Big Torino 2000, Torino, Italija, 2000
- 1h 59, Angouleme, Francija, 2000
- 100 naslovnic Mladine, Studentski kulturni centar, Beograd, Srbija, 2006
- Republika strip, Galerija Luka, Pula, Hrvaška, 2006
- Slovenski strip v Osijeku, Osijek, Hrvaška, 2013
- 100 let na Balkanu /100 Years in the Balkans. The Comic Strip Resistance, Belgian comic strip center – Museums Brussels, Bruselj, Belgija, 2014
- Razstava slovenskega stripa, Bruselj, Belgija, 2014
- Comixconnection. Izložba alternativnog stripa, Muzej savremene likovne umetnosti Vojvodine, Novi Sad, Srbija, 2015